# Dipelicus cantori
Dipelicus cantori är en skalbaggsart som beskrevs av Hope 1842. Dipelicus cantori ingår i släktet Dipelicus och familjen Dynastidae. Inga underarter finns listade i Catalogue of Life.